# 付け値地代理論

付け値地代曲線

付け値地代理論（つけねちだいりろん、英: bid rent theory）とは、不動産の価格や需要に差異が生じる理由を中心業務地区（CBD）からの距離に求める経済地理学の理論である。この理論では、個々の土地利用者が都心部に近い土地をめぐり相互に競争を繰り広げるとする。これは、小売店舗は収益性を最大化しようとするのでCBDに近い土地にはより多くの額を支払いたがり、遠くの土地にはあまり支払いたがらないという考えに基づいている。この理論は、よりアクセスしやすい地域（すなわち、顧客がより集中している地域）ほど、より収益性は高くなるという推論に基づいている。

## 説明
あらゆる土地利用者はCBDへ最もアクセスしやすい土地を求め競争を繰り広げる。土地利用者が支払う意思がある総額を「付け値地代」という。その結果、土地利用に同心円状のパターンが生まれ、同心円モデルを作り出す。
この理論によると、最貧困層が居住する経済的余裕がある場所は都市の端にある郊外だけなので、最貧困層の住宅や建物はそこに位置するだろうと推測される。ところが現代ではこれは稀なケースである。というのも、CBD付近へのアクセスが良い土地か、（付け値地代理論によると）都心部と同額でもより広い土地を購入できる、居留地の外側に移動するか、というトレードオフを多くの人々がしたがるからである。低所得者もまた住宅について、より広い居住空間か、職場へのアクセスの良さかのトレードオフを行う。以上の理由により、例えば北米の都市において低所得者向け住宅は都市の内側に、高所得者向け住宅は居留地の外側に位置することがよくある。

## 農学との類似性
後に都市分析の文脈で使われるようになったが、呼び方は違うものの、付け値地代理論は最初に農学的背景から開発された。付け値地代効果の最初の理論家の一人はデーヴィッド・リカード（David Ricardo）である。最も生産性の高い土地の地代は最も生産性が低い土地に対する優位に基づいており、農家間の競争によって借用形式においては地主が優位に立つことを保証している、と彼は述べた。ヨハン・ハインリヒ・フォン・チューネン（J. H. von Thünen）はこの理論を輸送コストの概念と混合し発展させた。あらゆる場所の地代は生産物の総額から生産費用と輸送費を差し引いたものに等しいと、彼のモデルは示している。輸送コストはすべての活動において一定であるとすると、生産コストが高い活動は売り込み市場の近くに位置し、低い活動は遠くに位置する状況が導き出される。
同心円状で密集した土地利用構造は上記の都市モデルと、CBD、住宅向きの地域、住宅向きではない地域といった概念において共通点がある。ウィリアム・アロンゾ（William Alonso）によって導入されたこのモデルは、フォン・チューネンのモデルから影響を受けている。

## 中心業務地区（CBD）内での付け値地代理論
小売、オフィス、住宅地のいずれであっても、あらゆる土地利用者はCBD内で最もアクセスがよい土地をめぐって競争する。土地利用者が支払う意思のある総額を付け値地代という。これは一般的に「付け値地代曲線」によって示される。付け値地代曲線は、最もアクセスが良い土地（大概は中心部にある）は最も高額であるだろうという推論に基づいている。
商業従事者（特に大型の百貨店やチェーンストア）はCBD中核地の中でも内側に店舗を構えるために最高額の地代を支払う意思を持っている。CBD中核地の内側は伝統的に膨大な人口に最もアクセスしやすい場所なので、商業的利用者にとって最も価値が高い。百貨店は相当な売上高を必要とするので、膨大な人口というのは必要不可欠である。その結果、大変高額な地代を支払う意思を持っており、それが可能となっている。多階層化することで潜在的な敷地面積を最大化している。CBD中核地の内側から離れるにつれ、商業従事者が支払いたがる総額は急速に下落していく。
ところが、産業従事者はCBD中核地の中の外側の土地でも地代を支払う意思を持っている。工場として利用できる土地は他にももっとあるが、例えば売り込み市場と輸送機関が密接に繋がっているなど、CBD中核地には多くの利点がある。
さらに外側に離れるにつれ輸送機関との結びつきが減り売り込み市場が減少するために、土地は産業従事者にとってあまり魅力はなくなる。家屋居住者はこうした要因に重度に依存しておらず、また（中核地の中の内側や外側と比較して）減少したコストを支払う経済的な余裕があるために、こうした土地を購入することができる。中核地内側から離れるほど土地は安くなる。市の内側の地域で人々が密集して居住している（例: テラスハウス、アパート、高層建築物など）のに対し、郊外や田舎の地域ではまばらに居住している（例: 二件連続住宅や一戸建住宅）のはこのためである。